# Siaś
Siaś (ros. Сясь) – rzeka w europejskiej części Rosji, w obwodzie nowogrodzkim i obwodzie leningradzkim.
Źródła rzeki znajdują się na zachodnim stoku wyżyny Wałdaj, a uchodzi do jeziora Ładoga (Zatoki Wołchowskiej). 
Długość: 261 km, obszar dorzecza – 7330 km², średni przepływ wody – 53 m³/s (mierzone 27 km od ujścia). Zamarza w listopadzie, czasami w grudniu lub styczniu, odmarza w kwietniu.
Główne miasto nad rzeką to Siaśstroj.
Do dopływów należy Tichwinka (dopływ prawy).